# Фэр-Айл
Фэр-Айл, или Фер-Айл (англ. Fair Isle, гэльск. Fara от др.-сканд. Frjóey) — остров в Шотландии, расположенный между Шетландскими и Оркнейскими островами. Административно входит в область Шетланд. Известен орнитологическим центром и традиционным вязанием.

## История
Фэр-Айл заселён с бронзового века.

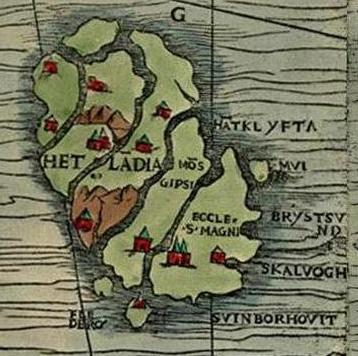
Фэр-Айл (Feedero) на Carta Marina в 1539 г.

20 августа 1588 года флагман Непобедимой армады потерпел крушение, спасшиеся 300 моряков 6 недель жили с островитянами. Остатки корабля найдены в 1970 году.
19 сентября 1877 года у берегов острова потерпело крушение судно Black Watch (full-rigged ship).
На горе Уорд сохранились остатки радарного поста ВВС Британии времен Второй мировой войны, там же находятся и обломки сбитого немецкого бомбардировщика «Хейнкель-111».
В 1954 году Фэр-Айл был приобретён Шотландским фондом Национального наследия у Джорджа Ватерсона, основателя орнитологического центра.

## География

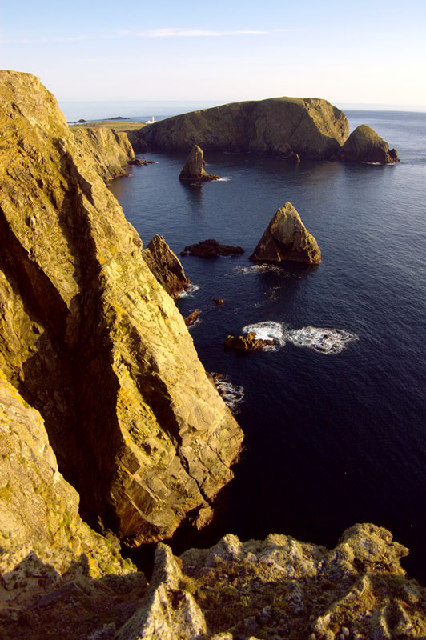
Западные скалы, глядя на юго-запад на Голову Малькольма.

Остров административно является частью Шетландских островов. Почти равноудалён на 38 км на юг от Мейнленда и на 43 км к северо-востоку от Норт-Роналдсей. Имеет длину 4,8 км, ширину 2,4 км и площадь 7,68 квадратных километра. Наивысшая точка — гора Уорд, (217 м).
Северная часть представляет собой каменистые пустоши, поросшие вереском. Западный берег состоит из скал высотой до 200 м.
Омывается Северным морем.

## Климат
В сентябре 1978 года на острове наблюдался ветер скоростью 167 километров в час.

## Население
Большинство из 69 обитателей живёт на хуторах в южной части острова. В 1900 году население достигало 400 человек, и с тех пор неуклонно снижается.

## Экономика

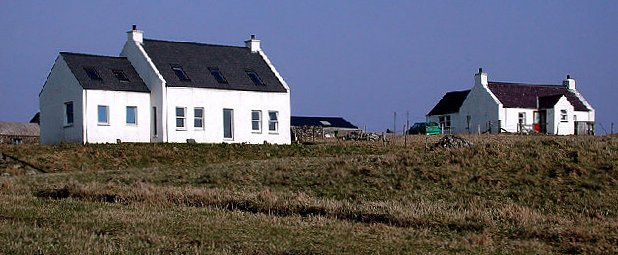
Хутора Фэр-Айла

### Традиционный промысел
Фэр-Айл знаменит своими вязаными джемперами, составляющими важный источник дохода для женщин острова. Мужчины заняты в сельском хозяйстве.

### Энергетика
С 1982 года две трети энергопотребления обеспечивается ветрогенераторами, а оставшаяся часть — дизель-генератором.

### Коммуникации
Остров покрыт двумя базовыми станциями GSM-стандарта (900 МГц) британских операторов сотовой связи Vodafone и Telefónica O2. Входит в почтовый район, которому соответствует код «ZE2». По имени острова назван морской район метеослужбы Великобритании, включающий воды вокруг Шетландских и Оркнейских островов.

### Транспорт
Аэропорт острова принимает рейсы из Леруика (Тингуолл) и Самборо (май—октябрь).
Паромное сообщение «Good Shepherd IV» курсирует между Грутнессом (Шетландские острова) и северной оконечностью Фэр-Айла.

### Маяки
Остров обслуживают два автоматических маяка Фэр-Айл-Норт и Фэр-Айл-Саут. Построены в 1892 году Дэвид Аланом и Чарльзом Александром Стивенсонами.

## Образование
На острове расположена начальная школа «Fair Isle Primary School», которую посещали 10 учеников (2010 год).

## Культура
Остров известен музеем имени Джорджа Уотерстона. Его экспозиции посвящены местной истории, науке, экономике, искусству и другому.
На острове выросли музыканты Крис Стаут, Инге Томсон, скрипичный мастер Ивен Томсон.

## Орнитология
С начала XX века на острове проводятся наблюдения за миграцией перелётных птиц. Орнитологический центр был открыт Джорджем Уотерстоном в 1948 году.
Эндемичным для острова является подвид крапивника Troglodytes troglodytes fridariensis.
На острове организован заказник «Фэр-Айл» площадью 5,61 км2. Под охраной:
- Подвид крапивника Troglodytes troglodytes fridariensis — 37 особей, 100 % популяции (1997 год).
- Большой поморник
- Гагарка
- Глупыш
- Короткохвостый поморник
- Обыкновенная моевка
- Полярная крачка — 1 120 пар, 2,5 % популяции Великобритании (1993—1997 год)
- Северная олуша
- Тонкоклювая кайра — 25 165 пар, 1,1 % популяции Восточной Атлантики (1994 год)
- Тупик
- Хохлатый баклан